# Viện Sử học (Việt Nam)
Viện Sử học ở Việt Nam (tên tiếng Anh: Institute of History) là cơ quan có chức năng nghiên cứu cơ bản, chuyên sâu về những vấn đề lịch sử trên các mặt chính trị, kinh tế, văn hóa, xã hội, nhằm cung cấp những luận cứ khoa học cho việc hoạch định đường lối, chiến lược quy hoạch; tham gia đào tạo phát triển nguồn nhân lực trong lĩnh vực sử học của Đảng và Nhà nước. Được thành lập năm 1953, tính từ khi ra đời của tổ chức tiền thân là Ban nghiên cứu Văn học, Lịch sử, Địa lý trực thuộc Ban Chấp hành Trung ương Đảng do Trường Chinh ký ngày 2 tháng 12 năm 1953 (Số 34 QĐ/TW). Năm 1954, được đổi tên thành Ban Nghiên cứu Văn học, Lịch sử, Địa lý, gọi tắt là Ban Nghiên cứu Văn – Sử – Địa. Hiện nay, Viện Sử học là cơ quan nghiên cứu sử học hàng đầu của cả nước trực thuộc Viện Hàn lâm Khoa học xã hội Việt Nam.

## Lịch sử hình thành và phát triển
Ngày 2 tháng 12 năm 1953, tại Chiến khu Việt Bắc, Ban Chấp hành Trung ương Đảng đã ra quyết định thành lập Ban nghiên cứu Lịch sử – Địa lý – Văn học trực thuộc Trung ương Đảng. Ngày 4 tháng 9 năm 1954, Trung ương Đảng và Chính phủ ra quyết định chuyển Ban nghiên cứu Văn – Sử – Địa sang trực thuộc Bộ Giáo dục. Tổ Lịch sử được chuyển thành Phòng Lịch sử theo quyết định của Bộ Giáo dục. Năm 1959, khi Ủy ban Khoa học Nhà nước ra đời với hai bộ phận là Ban Khoa học xã hội và Ban Khoa học tự nhiên. Ban nghiên cứu Văn học – Lịch sử – Địa lý được chuyển từ Bộ Giáo dục sang Ủy ban Khoa học Nhà nước. Ngày 6 tháng 2 năm 1960, Thủ tướng Chính phủ ra Quyết định thành lập Viện Sử học.

## Nhiệm vụ cơ bản
- Nghiên cứu cơ bản những vấn đề lịch sử trên các mặt chính trị, kinh tế, văn hóa, xã hội, nhằm làm rõ sự thật lịch sử, từ đó phát hiện những quy luật, tìm ra những bài học bổ ích, những di sản lịch sử cần kế thừa góp phần vào việc hoạch định các chính sách phát triển kinh tế, xã hội hiện tại và những dự án cho tương lai.
- Tổ chức nghiên cứu những vấn đề lý luận và phương pháp luận sử học, phê phán các quan điểm phi lịch sử hoặc bóp méo, xuyên tạc lịch sử.
- Nghiên cứu, biên soạn, giới thiệu lịch sử Việt Nam từ cổ đại đến hiện đại, nghiên cứu và giới thiệu lịch sử các nước trên thế giới.
- Kết hợp nghiên cứu với đào tạo trong lĩnh vực lịch sử; thực hiện đào tạo sau đại học theo quy định của pháp luật, tham gia phát triển nguồn nhân lực có trình độ cao theo yêu cầu của Viện Khoa học xã hội Việt Nam và các ngành các địa phương.
- Thẩm định và tham gia thẩm định về mặt khoa học các chương trình, dự án phát triển kinh tế – xã hội ở các Bộ, ngành, địa phương theo sự phân công của Viện Khoa học xã hội Việt Nam. Thực hiện các tư vấn khoa học phù hợp với chức năng, nhiệm vụ của Viện.

## Cơ cấu tổ chức
Viện Sử học có 8 phòng nghiên cứu, tạp chí và chức năng gồm:
1. Lịch sử Cổ - Trung đại Việt Nam ;
2. Lịch sử Cận đại Việt Nam;
3. Lịch sử Hiện đại Việt Nam;
4. Lịch sử Thế giới;
5. Tạp chí Nghiên cứu lịch sử;
6. Lịch sử địa phương và chuyên ngành;
7. Quản lý khoa học và Thư viện;
8. Hành chính - Tổng hợp.

## Lãnh đạo Viện qua các thời kỳ
1. GS. VS Trần Huy Liệu: 1960 - 1969
2. GS.VS. Nguyễn Khánh Toàn: 1969 - 1980
3. GS. Văn Tạo: 1980 - 1989
4. GS. Nguyễn Hồng Phong: 1989 - 1998
5. PGS. Cao Văn Lượng: 1998 - 2001
6. PGS.TS. Trần Đức Cường: 1998 - 2004
7. PGS.TS. Nguyễn Văn Nhật: 2005-2014[3]
8. PGS.TS. Đinh Quang Hải, nguyên Viện trưởng Viện Sử học (từ 2014 - 8/2020), Phó Tổng Biên tập phụ trách Tạp chí Nghiên cứu lịch sử (từ năm 2014 đến tháng 3/2016), Tổng Biên tập Tạp chí Nghiên cứu Lịch sử (từ tháng 3/2016 - đến nay).
9. PGS.TS. Nguyễn Đức Nhuệ - Chủ tịch Hội đồng khoa học Viện Sử học.
10. TS. Trần Thị Phương Hoa - Phó Chủ tịch Hội đồng khoa học Viện Sử học.

## Một số nhà khoa học tiêu biểu của Viện
Trong lịch sử hình thành và phát triển của mình, nhiều cán bộ khoa học của Viện đã trở thành những chuyên gia đầu ngành của nền Sử học Việt Nam hiện đại. Có thể kể tới những gương mặt tiêu biểu sau:
Chuyên ngành Lịch sử Việt Nam cổ trung đại có các chuyên gia đầu ngành như: GS. Đào Duy Anh, GS.Văn Tân, GS.Trần Văn Giáp, GS.Nguyễn Đổng Chi, nhà nghiên cứu Hoa Bằng, PGS. Lê Văn Lan, PGS. TS Tạ Ngọc Liễn, PGS.TS Nguyễn Minh Tường, PGS.TS Trần Thị Vinh, PGS.TS Nguyễn Đức Nhuệ,... Chuyên ngành Lịch sử Việt Nam Cận - Hiện đại tiêu biểu như: GS. Trần Huy Liệu, GS.VS. Nguyễn Khánh Toàn, GS.Trần Văn Giàu, nhà nghiên cứu Minh Tranh, nhà nghiên cứu Tôn Quang Phiệt, PGS. Bùi Đình Thanh, GS. Nguyễn Công Bình, GS.Văn Tạo, GS.TS.Phạm Xuân Nam, PGS. Cao văn Lượng, PGS. Cao Văn Biền, GS. Chương Thâu, PGS.TS. Dương Kinh Quốc, PGS. Vũ Huy Phúc, PGS. Ngô Văn Hòa, Phan Trọng Báu, Nhà Sử học Dương Trung Quốc, PGS Cao Văn Lượng, PGS.TS. Trần Đức Cường, PGS.TS. Tạ Thị Thúy, PGS.TS. Nguyễn Văn Nhật, PGS.TS Đinh Quang Hải... Về lý luận và phương pháp luận khoa học lịch sử: GS. Trần Đức Thảo, GS. Nguyễn Hồng Phong...

## Danh hiệu
- Năm 1980, Viện được Nhà nước Cộng hòa Xã hội chủ nghĩa Việt Nam trao tặng Huân chương Lao động hạng Nhất.
- Năm 2000, Viện được Nhà nước Cộng hòa Xã hội chủ nghĩa Việt Nam trao tặng Huân chương Độc lập hạng Nhất.
- Cuối năm 2000, Viện được Nhà nước Cộng hòa Xã hội chủ nghĩa Việt Nam trao tặng danh hiệu Anh hùng Lao động trong thời kỳ đổi mới[4]